# ۹۰۴ (میلادی)
۹۰۴ (میلادی) نهصد  و چهارمین سال تقویم میلادی است.

## زادگان
- الفورد، شاه احتمالی وسکس

## درگذشتگان
‎